# Atom Heart Mother (skladba)
„Atom Heart Mother“ je suita složená z šesti částí od anglické progresivně rockové skupiny Pink Floyd z jejich alba Atom Heart Mother z roku 1970. Jedná se o jejich druhou nejdelší skladbu, ta nejdelší je „Shine On You Crazy Diamond“ z alba Wish You Were Here.

## Sestava
- David Gilmour - kytara, slide kytara
- Roger Waters - baskytara, efekty
- Rick Wright - klávesy
- Nick Mason - bicí, perkuse, efekty